# Paul Emil Cajander

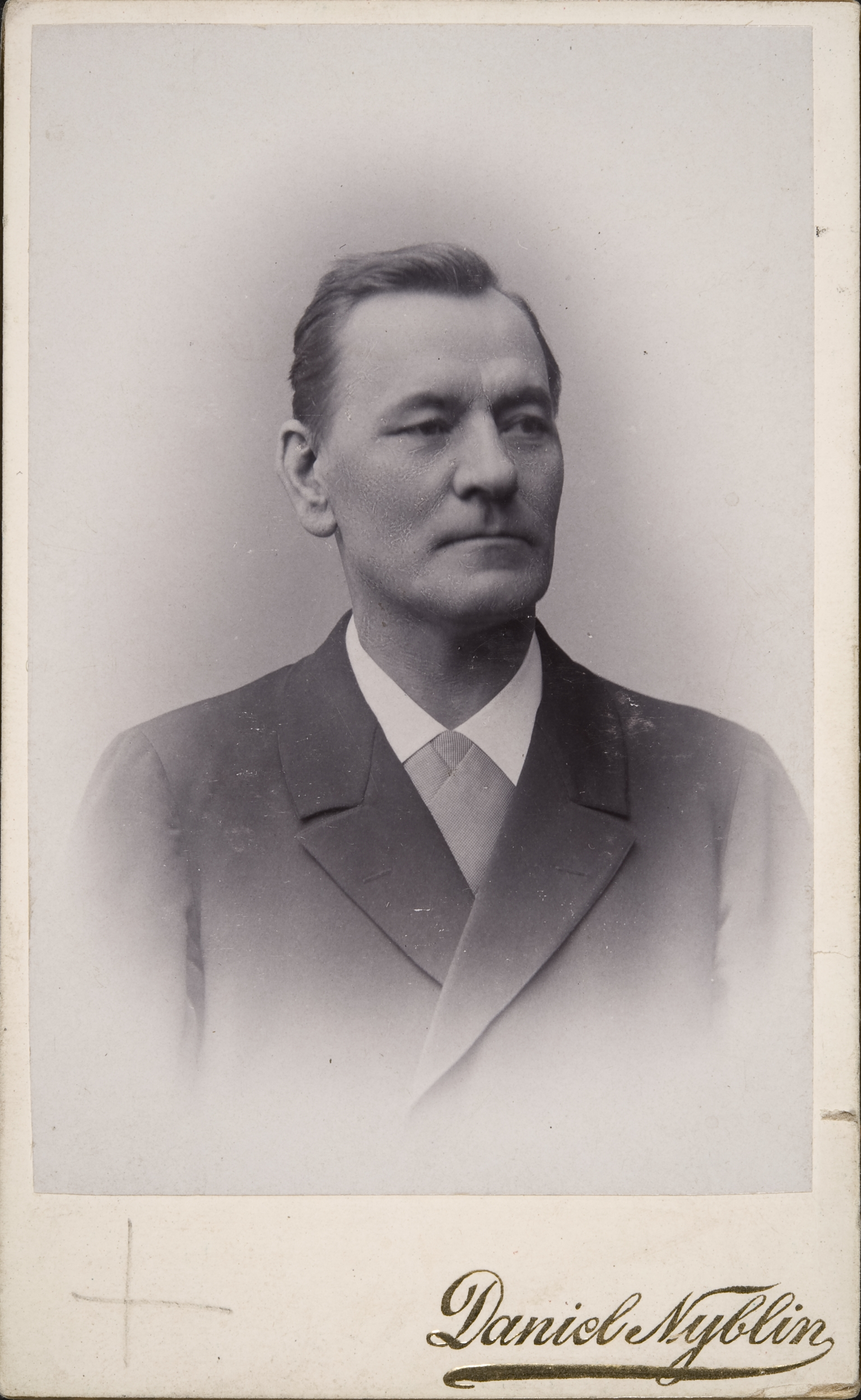
Paavo Cajander.

Paul Emil Cajander (finska: Paavo Emil Cajander), född 24 december 1846 i Tavastehus, död 14 juni 1913 i Helsingfors, var en finländsk skald och översättare. 
Han blev student 1863 och filosofie kandidat 1873. Han var 1873-1874 en av utgivarna av det litterära månadsbladet Kirjallinen Kuukauslehti och 1875-1880 biträdande redaktör i det illustrerade bladet Suomen Kuvalehti. Efter att ett par år ha varit tillförordnad lektor i finska vid universitetet i Helsingfors, blev Cajander ordinarie lektor där 1890. 
Cajander gav ut originaldikter i det tavastländska albumet Kaikuja Hämeestä (band I-V) och i andra kalendrar. Främst har han dock utmärkt sig som översättare till finska. Särskilt med översättningar av Shakespeares dramer, av vilka under åren 1879-1903 utgavs nitton stycken. Cajander översatte också flera texter av Johan Ludvig Runeberg, bland andra dikterna Hanna (1880), Julkvällen (1881, ånyo 1902) och några av Fänrik Ståls sägner, av vilken diktsamling han 1889 utgav en ny reviderad upplaga. Han översatte också Zacharias Topelius' Naturens bok och Boken om vårt land samt delvis hans Läsning för barn samt Josef Julius Wecksells Daniel Hjort med flera.
Han är begravd på Sandudds begravningsplats i Helsingfors.